# T. C. Steele

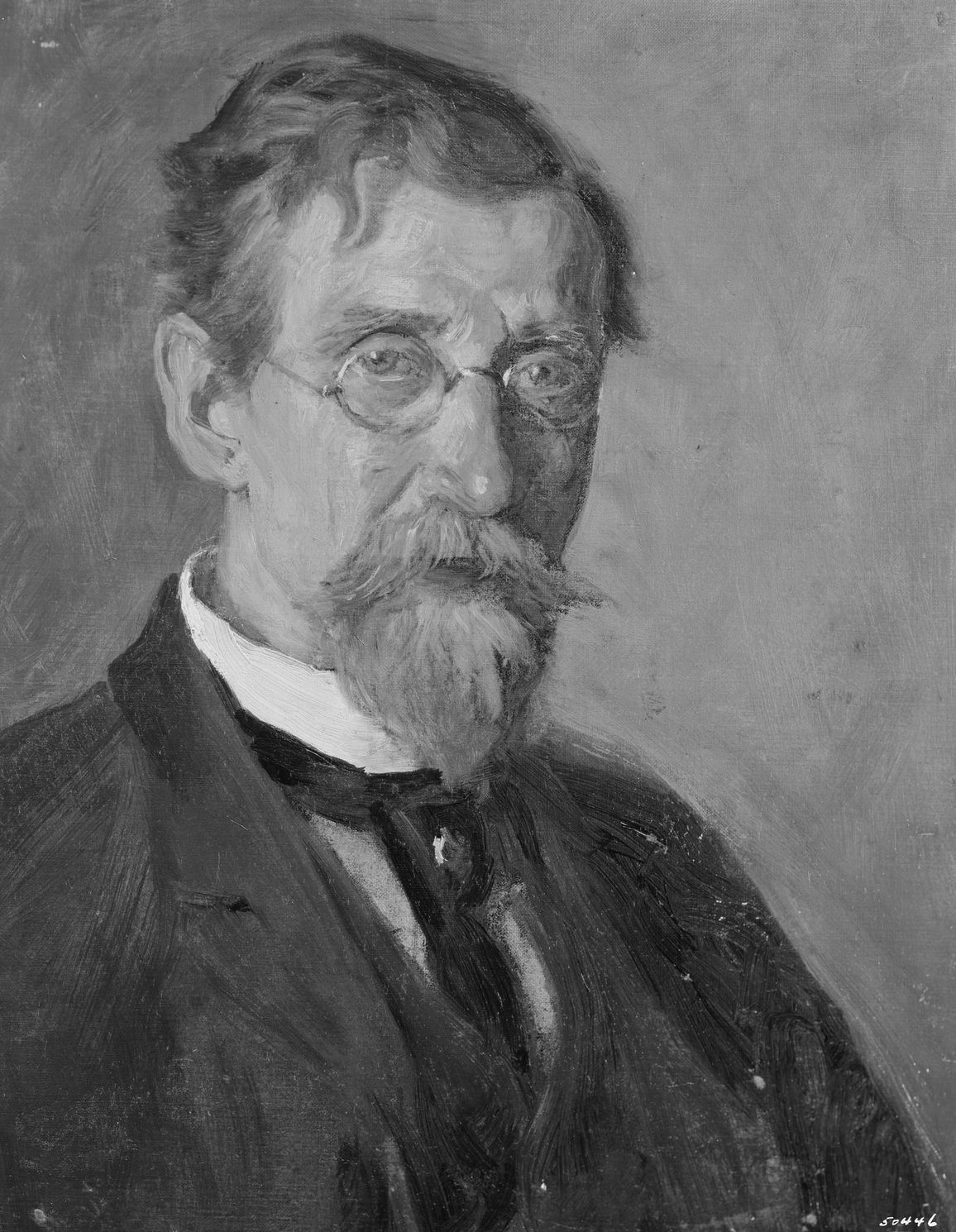
Theodore Clement Steele (um 1914)

Theodore Clement Steele (* 11. September 1847 im Owen County, Indiana; † 24. Juli 1926 im Brown County, Indiana) war ein US-amerikanischer Maler und herausragender Vertreter des amerikanischen Impressionismus.

## Leben

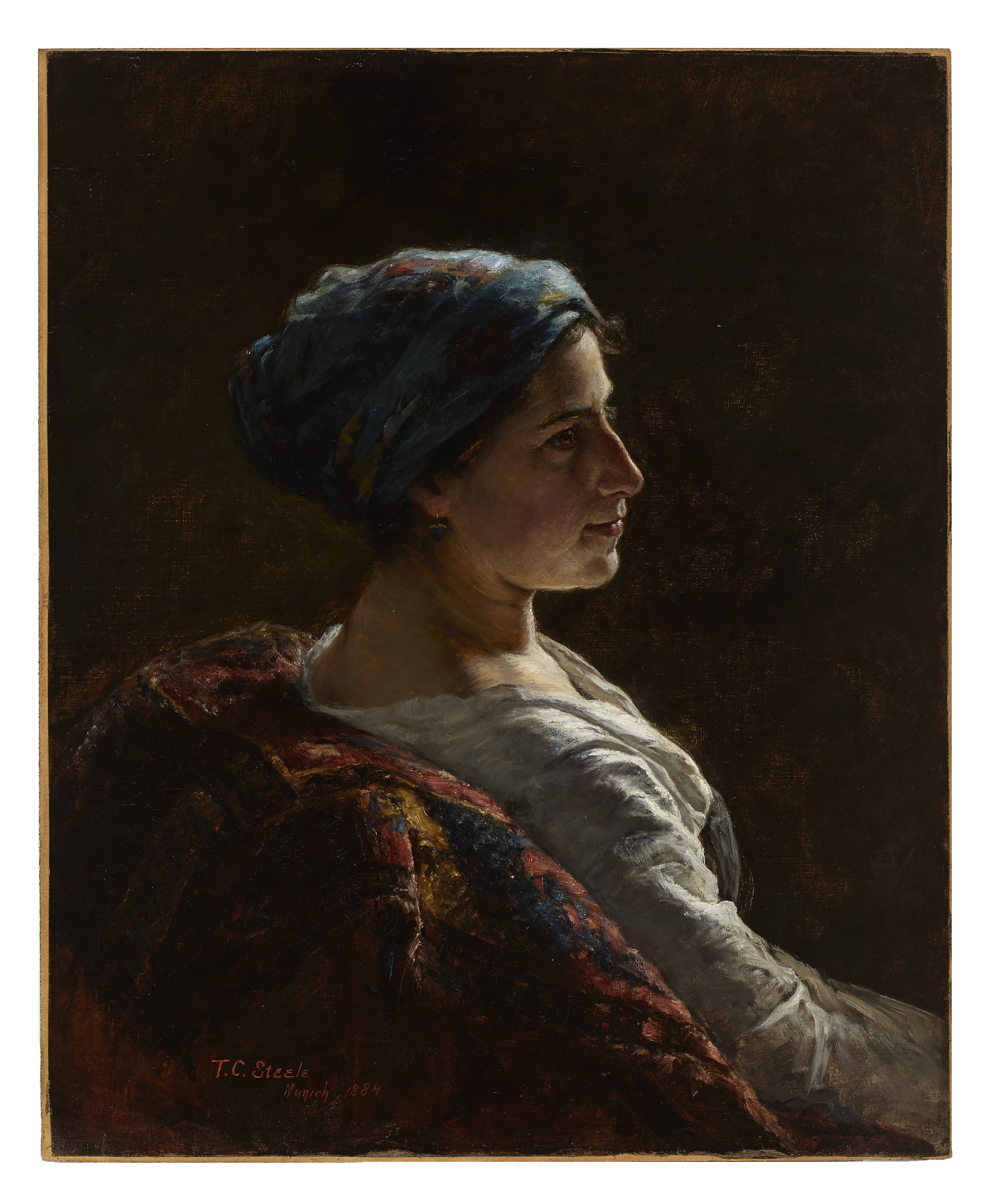
Theodore Clement Steele: The Munich Model (1884). Indianapolis Museum of Art

T. C. Steele wurde am September 1847 im Owen County geboren. Im Alter von fünf Jahren zog er nach Waveland, das südwestlich von Crawfordsville liegt. Er besuchte das Waveland Collegiate Institute, eine Schule zur Vorbereitung auf das College. Dort erhielt er eine Schachtel mit Farben und begann, sein künstlerisches Talent zu entwickeln. Mit 13 Jahren gab er seinen Mitschülern Zeichenunterricht. Er nahm auch in Cincinnati und Chicago Unterricht und zog später nach Indianapolis, um Porträtmaler zu werden. Im Jahr 1870 heiratete er Mary Elizabeth Lakin. In den ersten Jahren ihrer Ehe lebten sie in Battle Creek, Michigan, wo Steele einige Porträts malte. 1873 kehrte das Paar nach Indianapolis zurück und T. C. Steele begann, Porträts wohlhabender Einwohner zu malen. Einige von ihnen unterstützten den Künstler, indem ihm ein fünfjähriges Studium in München finanziert wurde. Im Jahr 1880 reisten T. C. und Mary mit ihren drei Kindern Brandt, Daisy und Shirley nach Europa. Während seines Aufenthalts in München studierte er zusammen mit drei anderen Mitgliedern der Hoosier Group – J. Ottis Adams, William J. Forsyth und Otto Stark – bei Professoren der Königlichen Akademie in München. 1885 kehrte die Familie Steele nach Indianapolis zurück, wo T. C. neben seiner Tätigkeit als Porträtmaler eine Kunstschule eröffnete. Obwohl T. C. seinen Lebensunterhalt mit Porträtmalerei verdiente, wusste er, dass das Malen von Landschaften seine wahre Leidenschaft war. Er wollte das Licht und die Farben der Herbstlandschaft einfangen und verbrachte die Sommer- und Herbstmonate auf dem Land, um an seinen Landschaftsbildern zu arbeiten. Er kaufte sogar einen „Atelierwagen“, mit dem er und seine Familie bequem durch die Landschaft reisen konnten.

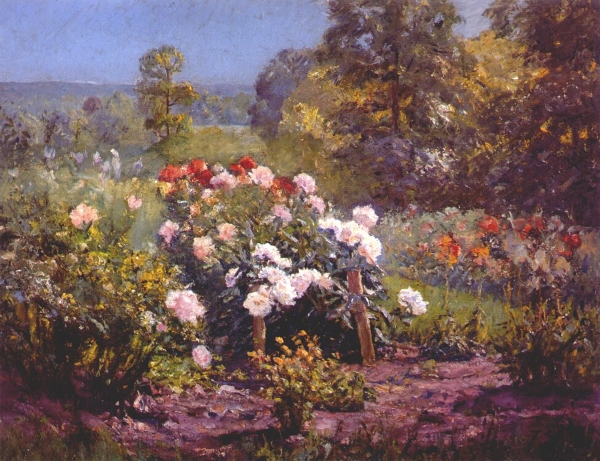
Theodore Clement Steele: Peony garden (Garten mit Pfingstrosen)

In den 1890er Jahren wurde Steele zu einem national anerkannten Maler. Doch dieser Erfolg war für ihn aufgrund des Todes seiner Frau im Jahr 1895 nur halb so viel wert. Nach ihrem Tod beschloss er, sich auf das Malen von Landschaften zu konzentrieren. Er kaufte 200 Hektar dicht bewaldetes Land in Brown County, heiratete Selma Neubacher, die stellvertretende Kunstbeauftragte des Schulsystems von Indianapolis, und ließ sich in „The House of the Singing Winds“ nieder, um die hügelige Landschaft dieser ländlichen Gegend in der Nähe von Bloomington zu malen.
T. C. Steele wurde Ehrenprofessor an der Indiana University und war Gründungsmitglied der Hoosier Group zusammen mit J. Ottis Adams, William J. Forsyth, Richard Gruelle und Otto Stark. Er prägte die regional geprägte impressionistische Malerei im Mittleren Westen der USA maßgeblich. Steele engagierte sich zudem in künstlerischen Organisationen wie der Society of Western Artists und wirkte als Jurymitglied für nationale und internationale Kunstausstellungen. Er wurde 1900 auf der Weltausstellung in Paris ausgezeichnet, erhielt 1909 den Chicago Fine Arts Building Prize und wurde 1913 zum Associate National Academician der New Yorker National Academy of Design ernannt. 1916 erhielt er eine Ehrendoktorwürde der Indiana University. T. C. Steele starb am 24. Juli 1926.

## Werk

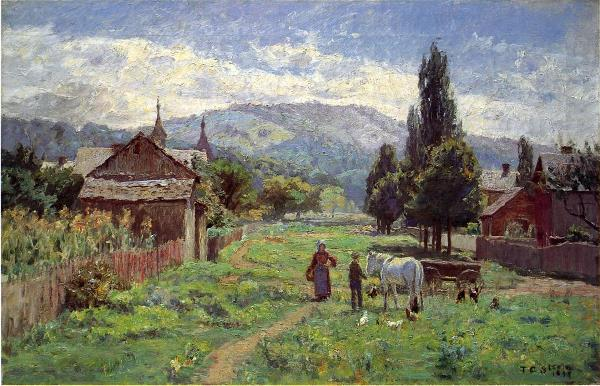
Theodore Clement Steele: Cumberland Mountains

T. C. Steeles Œuvre umfasst Porträts, Landschaftsbilder, Illustrationen und zahlreiche Wandgemälde, darunter die Mural-Serie Four Seasons (1914) im Eskenazi Health Center in Indianapolis. Während seiner Studienzeit in München prägten die dunkeltonigen, realistischen Arbeiten der Münchner Schule seinen Stil. Nach 1885 wandelte sich sein Stil zunehmend zu expressiveren, farbkräftigen impressionistischen Kompositionen. Seine Landschaftsdarstellungen, insbesondere Indiana-Motive aus dem Brown County, zeichnen sich durch intensive Lichtstimmungen, eine leuchtende Farbpalette und pastose Pinselstriche aus. Sein Spätwerk entstand fast ausschließlich im Brown County.